# Жары (Селивановский район)
Жары — деревня в Селивановском районе Владимирской области России, входит в состав Малышевского сельского поселения.

## География
Деревня расположена на берегу реки Ушна в 18 км на север от центра поселения села Малышево и в 19 км на юго-запад от райцентра рабочего посёлка Красная Горбатка.

## История
В конце XIX — начале XX века деревня входила в состав Драчевской волости Меленковского уезда, с 1926 года — в составе Мошенской волости Владимирского уезда. В 1859 году в деревне числилось 18 дворов, в 1905 году — 34 двора, в 1926 году — 53 двора.
С 1929 года деревня являлась центром Жаровского сельсовета Селивановского района, с 1940 года — в составе Юромского сельсовета, с 1960 года — в составе Малышевского сельсовета, с 1979 года — в составе Красноушенского сельсовета, с 2005 года — в составе Малышевского сельского поселения.

## Население
| 1859 | 1905 | 1926 | 2002 | 2010 | 2021 |
| ---- | ---- | ---- | ---- | ---- | ---- |
| 111  | ↗145 | ↗278 | ↘28  | ↘22  | ↘21  |